# Sanvignes-les-Mines
Sanvignes-les-Mines – miejscowość i gmina we Francji, w regionie Burgundia-Franche-Comté, w departamencie Saona i Loara.
Według danych na rok 1990 gminę zamieszkiwało 4918 osób, a gęstość zaludnienia wynosiła 139 osób/km² (wśród 2044 gmin Burgundii Sanvignes-les-Mines plasuje się na 48. miejscu pod względem liczby ludności, natomiast pod względem powierzchni na miejscu 109.).